# HD 82074
HD 82074，又名BD-03 2693，SAO 136900、HR 3762，是一颗恒星，视星等为6.26，位于銀經237.72，銀緯32.08，其B1900.0坐标为赤經9h 24m 31.1s，赤緯-3° 32.08′ 28″。